# Список населённых пунктов Пестовского района Новгородской области
Список населённых пунктов Пестовского муниципального района Новгородской области
| Вид                 | Наименование       | муниципальное образование       |
| ------------------- | ------------------ | ------------------------------- |
| деревня             | Абросово           | Богословское сельское поселение |
| посёлок при станции | Абросово           | Богословское сельское поселение |
| деревня             | Авдеево            | Вятское сельское поселение      |
| деревня             | Акинькино          | Богословское сельское поселение |
| деревня             | Александрово       | Пестовское сельское поселение   |
| деревня             | Алексеиха          | Вятское сельское поселение      |
| деревня             | Алехново           | Лаптевское сельское поселение   |
| деревня             | Аммочино           | Охонское сельское поселение     |
| деревня             | Анисимово          | Лаптевское сельское поселение   |
| деревня             | Анисимцево         | Быковское сельское поселение    |
| деревня             | Аншутино           | Устюцкое сельское поселение     |
| деревня             | Астахино           | Охонское сельское поселение     |
| деревня             | Афимцево           | Пестовское сельское поселение   |
| деревня             | Барсаниха          | Устюцкое сельское поселение     |
| деревня             | Барыгино           | Богословское сельское поселение |
| деревня             | Беззубцево         | Лаптевское сельское поселение   |
| деревня             | Бельково           | Богословское сельское поселение |
| деревня             | Берёзовик          | Быковское сельское поселение    |
| деревня             | Бибиково           | Быковское сельское поселение    |
| деревня             | Богослово          | Богословское сельское поселение |
| деревня             | Большая Горка      | Лаптевское сельское поселение   |
| деревня             | Бор                | Устюцкое сельское поселение     |
| деревня             | Борисовка          | Охонское сельское поселение     |
| деревня             | Борисово           | Пестовское сельское поселение   |
| деревня             | Борихино           | Пестовское сельское поселение   |
| деревня             | Борки              | Устюцкое сельское поселение     |
| деревня             | Бревённое          | Пестовское сельское поселение   |
| деревня             | Брызгово           | Лаптевское сельское поселение   |
| деревня             | Брякуново          | Богословское сельское поселение |
| деревня             | Быково             | Быковское сельское поселение    |
| деревня             | Быково             | Вятское сельское поселение      |
| деревня             | Варахино           | Богословское сельское поселение |
| деревня             | Васильково         | Быковское сельское поселение    |
| деревня             | Ветка              | Богословское сельское поселение |
| деревня             | Владимирово        | Лаптевское сельское поселение   |
| деревня             | Воробьёво          | Пестовское сельское поселение   |
| деревня             | Воскресенское      | Быковское сельское поселение    |
| деревня             | Вотроса            | Пестовское сельское поселение   |
| деревня             | Высокие            | Быковское сельское поселение    |
| деревня             | Высоково           | Богословское сельское поселение |
| деревня             | Вятка              | Вятское сельское поселение      |
| деревня             | Глухачи            | Лаптевское сельское поселение   |
| деревня             | Гора               | Богословское сельское поселение |
| деревня             | Горбухино          | Богословское сельское поселение |
| деревня             | Горка              | Вятское сельское поселение      |
| деревня             | Гусево             | Устюцкое сельское поселение     |
| деревня             | Гуськи             | Вятское сельское поселение      |
| деревня             | Дедово             | Быковское сельское поселение    |
| деревня             | Дехино             | Охонское сельское поселение     |
| деревня             | Дмитровское        | Богословское сельское поселение |
| посёлок             | Дмитровское        | Богословское сельское поселение |
| деревня             | Драчёво            | Богословское сельское поселение |
| деревня             | Дуброво            | Пестовское сельское поселение   |
| деревня             | Дуброво            | Устюцкое сельское поселение     |
| деревня             | Дунёвка            | Богословское сельское поселение |
| посёлок при станции | Дунёвка            | Богословское сельское поселение |
| деревня             | Дунилово           | Богословское сельское поселение |
| деревня             | Езжино             | Богословское сельское поселение |
| деревня             | Ёлкино             | Быковское сельское поселение    |
| деревня             | Ельничное          | Быковское сельское поселение    |
| деревня             | Ерёмино            | Охонское сельское поселение     |
| деревня             | Ермаково           | Охонское сельское поселение     |
| деревня             | Еськино            | Богословское сельское поселение |
| деревня             | Жарки              | Лаптевское сельское поселение   |
| деревня             | Заречье            | Богословское сельское поселение |
| деревня             | Заручевье          | Пестовское сельское поселение   |
| деревня             | Заручевье-1        | Богословское сельское поселение |
| деревня             | Заручевье-2        | Богословское сельское поселение |
| деревня             | Заюлино            | Охонское сельское поселение     |
| деревня             | Знаменское         | Быковское сельское поселение    |
| деревня             | Зуево              | Устюцкое сельское поселение     |
| деревня             | Иваниково          | Быковское сельское поселение    |
| деревня             | Ивановское         | Пестовское сельское поселение   |
| деревня             | Иваньково          | Устюцкое сельское поселение     |
| деревня             | Ивлево             | Богословское сельское поселение |
| деревня             | Имени Ленина       | Пестовское сельское поселение   |
| деревня             | Искриха            | Быковское сельское поселение    |
| деревня             | Кадница            | Быковское сельское поселение    |
| деревня             | Каменка            | Пестовское сельское поселение   |
| деревня             | Карельское Пестово | Вятское сельское поселение      |
| деревня             | Карпелово          | Быковское сельское поселение    |
| деревня             | Катешево           | Быковское сельское поселение    |
| деревня             | Кирва              | Богословское сельское поселение |
| деревня             | Климово            | Пестовское сельское поселение   |
| деревня             | Климовщина         | Богословское сельское поселение |
| деревня             | Княжёво            | Быковское сельское поселение    |
| деревня             | Комзово            | Охонское сельское поселение     |
| деревня             | Копачёво           | Богословское сельское поселение |
| деревня             | Коровино           | Лаптевское сельское поселение   |
| деревня             | Кошелиха           | Быковское сельское поселение    |
| деревня             | Красная Горка      | Быковское сельское поселение    |
| деревня             | Красная Горка      | Охонское сельское поселение     |
| деревня             | Красная Заря       | Пестовское сельское поселение   |
| деревня             | Креницы            | Богословское сельское поселение |
| деревня             | Крутец             | Устюцкое сельское поселение     |
| деревня             | Кузнецово          | Быковское сельское поселение    |
| деревня             | Кузюпино           | Устюцкое сельское поселение     |
| деревня             | Лаврово            | Устюцкое сельское поселение     |
| деревня             | Ладожка            | Охонское сельское поселение     |
| деревня             | Лаптево            | Лаптевское сельское поселение   |
| деревня             | Лесная Поляна      | Быковское сельское поселение    |
| деревня             | Лукинское          | Устюцкое сельское поселение     |
| деревня             | Лямцино            | Пестовское сельское поселение   |
| деревня             | Маклаково          | Богословское сельское поселение |
| деревня             | Малашкино          | Устюцкое сельское поселение     |
| деревня             | Малышево           | Быковское сельское поселение    |
| деревня             | Маньково           | Богословское сельское поселение |
| деревня             | Матрёшино          | Пестовское сельское поселение   |
| деревня             | Медведево          | Богословское сельское поселение |
| деревня             | Медведево          | Охонское сельское поселение     |
| деревня             | Междуречье         | Богословское сельское поселение |
| деревня             | Мелёстовка         | Охонское сельское поселение     |
| деревня             | Мирово             | Пестовское сельское поселение   |
| деревня             | Мокшеева Горка     | Богословское сельское поселение |
| деревня             | Москотово          | Богословское сельское поселение |
| деревня             | Муравьёво          | Лаптевское сельское поселение   |
| деревня             | Мышенец            | Лаптевское сельское поселение   |
| деревня             | Мышкино            | Пестовское сельское поселение   |
| деревня             | Назарьино          | Богословское сельское поселение |
| деревня             | Нефедьево          | Устюцкое сельское поселение     |
| деревня             | Нива               | Быковское сельское поселение    |
| деревня             | Нивы               | Лаптевское сельское поселение   |
| деревня             | Никулкино-1        | Быковское сельское поселение    |
| деревня             | Никулкино-2        | Быковское сельское поселение    |
| деревня             | Новинка            | Вятское сельское поселение      |
| деревня             | Новое Муравьёво    | Устюцкое сельское поселение     |
| деревня             | Новое Раменье      | Быковское сельское поселение    |
| деревня             | Новое Сихино       | Богословское сельское поселение |
| деревня             | Новосёлки          | Пестовское сельское поселение   |
| деревня             | Новочистка         | Устюцкое сельское поселение     |
| деревня             | Оборнево           | Лаптевское сельское поселение   |
| деревня             | Одинцово           | Богословское сельское поселение |
| деревня             | Осипово            | Богословское сельское поселение |
| деревня             | Осипово            | Лаптевское сельское поселение   |
| деревня             | Остров             | Богословское сельское поселение |
| деревня             | Охона              | Охонское сельское поселение     |
| деревня             | Пальцево           | Устюцкое сельское поселение     |
| деревня             | Паньково           | Богословское сельское поселение |
| город               | Пестово            | Пестовское городское поселение  |
| деревня             | Петровское         | Быковское сельское поселение    |
| деревня             | Пикалиха           | Пестовское сельское поселение   |
| деревня             | Пирогово           | Богословское сельское поселение |
| деревня             | Плави              | Устюцкое сельское поселение     |
| деревня             | Плёсо              | Пестовское сельское поселение   |
| деревня             | Плоское            | Быковское сельское поселение    |
| деревня             | Плотникова Горка   | Пестовское сельское поселение   |
| деревня             | Плющёво            | Богословское сельское поселение |
| деревня             | Погорелово         | Быковское сельское поселение    |
| деревня             | Погорелово         | Устюцкое сельское поселение     |
| деревня             | Поддубье           | Охонское сельское поселение     |
| деревня             | Подколотиково      | Быковское сельское поселение    |
| деревня             | Подлипье           | Богословское сельское поселение |
| деревня             | Пономарёво         | Пестовское сельское поселение   |
| деревня             | Поповка            | Пестовское сельское поселение   |
| деревня             | Попово             | Пестовское сельское поселение   |
| деревня             | Попово             | Устюцкое сельское поселение     |
| деревня             | Посёлок            | Богословское сельское поселение |
| деревня             | Потулово           | Богословское сельское поселение |
| деревня             | Почугинское        | Охонское сельское поселение     |
| деревня             | Приданиха          | Быковское сельское поселение    |
| посёлок при станции | Приданиха          | Быковское сельское поселение    |
| деревня             | Прокудино          | Богословское сельское поселение |
| деревня             | Пустошка           | Богословское сельское поселение |
| деревня             | Русское Пестово    | Пестовское сельское поселение   |
| деревня             | Рыбаково           | Устюцкое сельское поселение     |
| деревня             | Сахино             | Лаптевское сельское поселение   |
| деревня             | Свобода            | Пестовское сельское поселение   |
| деревня             | Семытино           | Пестовское сельское поселение   |
| деревня             | Сидорово           | Вятское сельское поселение      |
| деревня             | Сомино             | Богословское сельское поселение |
| деревня             | Сорокино           | Богословское сельское поселение |
| деревня             | Спирово            | Быковское сельское поселение    |
| деревня             | Старое Раменье     | Быковское сельское поселение    |
| деревня             | Старое Сихино      | Богословское сельское поселение |
| деревня             | Староселье         | Пестовское сельское поселение   |
| деревня             | Стинькино          | Богословское сельское поселение |
| деревня             | Столбское          | Устюцкое сельское поселение     |
| деревня             | Строитель          | Быковское сельское поселение    |
| деревня             | Тарасово           | Богословское сельское поселение |
| деревня             | Тетерино           | Устюцкое сельское поселение     |
| деревня             | Тимофеево          | Пестовское сельское поселение   |
| деревня             | Токарёво           | Богословское сельское поселение |
| деревня             | Токарёво           | Быковское сельское поселение    |
| деревня             | Томарово           | Устюцкое сельское поселение     |
| деревня             | Требесово          | Вятское сельское поселение      |
| деревня             | Тычкино            | Богословское сельское поселение |
| деревня             | Угомоново          | Охонское сельское поселение     |
| деревня             | Улома              | Устюцкое сельское поселение     |
| деревня             | Устроиха           | Устюцкое сельское поселение     |
| деревня             | Устье              | Устюцкое сельское поселение     |
| деревня             | Устье-Кировское    | Пестовское сельское поселение   |
| деревня             | Устюцкое           | Устюцкое сельское поселение     |
| деревня             | Федово             | Вятское сельское поселение      |
| деревня             | Федово             | Охонское сельское поселение     |
| деревня             | Фёдоровщина        | Лаптевское сельское поселение   |
| деревня             | Финьково           | Охонское сельское поселение     |
| деревня             | Хапцы              | Быковское сельское поселение    |
| деревня             | Харламово          | Охонское сельское поселение     |
| деревня             | Хмелевичи          | Быковское сельское поселение    |
| деревня             | Чепурино           | Лаптевское сельское поселение   |
| деревня             | Чёрное             | Лаптевское сельское поселение   |
| деревня             | Шаймы              | Быковское сельское поселение    |
| деревня             | Щукина Гора        | Устюцкое сельское поселение     |
| деревня             | Эваново            | Вятское сельское поселение      |
| деревня             | Юхино              | Охонское сельское поселение     |